# Сборная Турции по футболу (до 21 года)
Сборная Турции по футболу до 21 года (тур. Türkiye 21 yaş altı millî futbol takımı) представляет Турцию на международных соревнованиях по футболу. Участвовала в чемпионате Европы 2000 года как к отбору на Олимпиаду в Сиднее, но не вышла из группы.

## История
Команда Турции, как и команда Франции, ведёт свою историю с 1950-х годов. О том, кто тренировал турецкую сборную, нет точных сведений. Первый матч они провели против египтян в 1950 году и выиграли 3:1. На чемпионате Европы были только в 2000 году и не могли даже выйти из группы.
Впрочем, в активе турецкой сборной есть золотые медали Средиземноморских игр 1993, прошедших во Франции. Также турки ещё три раза становились серебряными призёрами на этих соревнованиях.

## Достижения
Кубок президента Туркменистана
- Бронзовый призёр (1): 2010.